# Бетлехем (Северна Каролина)
Бетлехем (енгл. Bethlehem) насељено је место без административног статуса у америчкој савезној држави Северна Каролина.

## Демографија
По попису из 2010. године број становника је 4.214, што је 501 (13,5%) становника више него 2000. године.
| Група             | 2000.         | 2010.         |
| Белци             | 3.560 (95,9%) | 4.004 (95,0%) |
| Афроамериканци    | 19 (0,5%)     | 31 (0,7%)     |
| Азијати           | 52 (1,4%)     | 38 (0,9%)     |
| Хиспаноамериканци | 66 (1,8%)     | 83 (2,0%)     |
| Укупно            | 3.713         | 4.214         |